# پلی‌پروپیلن
پلی‌پروپیلن گسترش یافته یا EPP حباب یا لایه‌ای از پلی‌پروپیلن است. این ماده دارای خاصیت ارتجاعی خوبی است که ناشی از سختی و سفتی پایین آن است که به این پلاستیک اجازه می‌دهد که بعد از اعمال فشار به حالت اولیه خود برگردد و به‌طور گسترده‌ای در صنایع هوافضایی و وسایل کنترل رادیویی به‌کار می‌رود. این کاربرد ناشی از ویژگی  قدرت جذب فشار پلی پروپیلن است.

## دربارهٔ پلی‌پروپیلن
پلی‌پروپیلن (PP) پلاستیکی از خانواده پلی الفین هیدروکربن ها با فرمول شیمیایی –[CH2-CH(CH3)]n– می‌باشد. این پلیمر یکی از پرمصرف‌ترین و اساسی‌ترین پلیمرهای مورد استفاده در دنیا و بزرگ‌ترین مصرف‌کننده پروپیلن محسوب می‌گردد.
برای تولید پلی پروپیلن،  مونومر های سازنده آن یعنی پروپیلن را ابتدا از سوخت های فسیلی استخراج میکنیم و سپس وارد فرایند پلیمری کردن میکنیم. در این فرایند، پروپیلن ها تحت دما، فشار و کاتالیزگر به خصوص قرار می‌گیرد و در انتها با به هم چسبیدن شان زنجیر های طولانی پلی پروپیلن ساخته می‌شود.استفاده‌ از  کاتالیزگر و نوع آن بسته به ویژگی های مورد انتظار ما از پلی پروپیلن است. محبوب ترین و رایج ترین روش، استفاده از کاتالیگز گر زیگلر ناتا است. این کاتالیز گر به تعدیل و تنظیم جرم پلیمر حاصل و ساختار آن کمک می‌کند.یکی دیگر از راه های انجام فرایند پلیمری کردن استفاده از کاتالیزگز متالوسنی است. برای ایجاد ویژگی هایی مانند مقاومت در برابر حرارت و شفاشیت محصول نهایی، این نوع کاتالیز گر ها به کار می‌روند.
پلی‌پروپیلن یک پلیمر گرمانرم می‌باشد که در یک بازه گسترده از کاربردها شامل فیلم و ورق، قالب‌گیری دمشی، قالب‌گیری تزریقی، بسته‌بندی غذایی، نساجی، تجهیزات آزمایشگاهی و پزشکی، لوله پنج لایه، کاربردهای صنعتی و ساختمانی و ساخت اجزاء خودرو مورد استفاده قرار می‌گیرد. علاوه بر این، پلیمر تولیدشده از تک‌پار پروپیلن به‌طور معمول در برابر حلال‌های شیمیایی، بازها و اسیدها مقاوم است. کد مشخصه این بسپار می‌باشد.
مولکول پروپیلن دارای ساختار شیمیایی نامتقارن می‌باشد، از این رو فرایند پلیمریزاسیون آن می‌تواند به سه نوع توالی در ساختار پلیمر حاصل منتهی گردد. به دلیل اثرات ناشی از ممانعت فضایی گروه‌های متیل، توالی سر به دم دارای نظم ساختاری بالاتری نسبت به سایر انواع می‌باشد.
پلی‌پروپیلن دارای سه پیکربندی فضایی مختلف می‌باشد که عبارتند از ایزوتاکتیک (iPP)، سیندیوتاکتیک (sPP) و اتاکتیک (aPP). در نوع ایزوتاکتیک گروه‌های متیلی در یک طرف صفحه عبوری از زنجیر اصلی می‌باشند. در نوع سیندیوتاکتیک گروه‌های متیل به صورت یک در میان در دو طرف صفحه عبوری از زنجیر قرار می‌گیرند. در نوع اتاکتیک هم هیچ نوع نظم خاصی وجود ندارد.
یک کاتالیست زیگلر-ناتا قادر است که قرار گرفتن تک‌پارها را در یک آرایش‌یافتگی ویژه محدود سازد و تنها اجاره می‌دهد که تک‌پارها در جهت درست به زنجیر پلیمری اضافه شوند. اکثر پلی‌پروپیلن‌های معمول که با استفاده از کاتالیست‌های تیتانیوم کلراید (Ticl4) تولید می‌شوند، دارای درصد بالایی از پلی‌پروپیلن ایزوتاکتیک می‌باشند. به دلیل اینکه گروه‌های متیل در یک طرف قرار گرفته‌اند، بعضی ملکول‌ها تمایل دارند که به شکل مارپیچی دربیایند، این مارپیچ‌ها یک به یک در کنار هم قرار می‌گیرند و مقاومت پلی‌پروپیلن معمول را ایجاد می‌کنند.
iPP تجاری شده دارای خصوصیات متنوعی می‌باشد که موجبات استفاده گسترده آن را به خصوص در صنعت پلاستیک و الیاف فراهم آورده‌است. یکی از مهم‌ترین خصوصیات این ماده نسبت به پلیمرهایی نظیر پلی آمیدها عدم جذب رطوبت در آن می‌باشد که آن را به عنوان گزینه‌ای مناسب برای بسیاری از کاربردها تبدیل کرده‌است. خصوصیات این ماده را می‌توان با انجام برخی اصلاحات بعدی بهبود داد. مهم‌ترین اصلاحاتی که در حال حاضر انجام می‌گیرد عبارتند از کنترل فرایند تخریب، شبکه‌ای کردن، عاملیت دار نمودن و شاخه دار کردن. ساختار مولکول پلی‌پروپیلن به دلیل ماهیت کاتالیست‌های زیگلر-ناتا خطی می‌باشد که موجب پایین بودن استحکام مذاب آن می‌گردد. پایین بودن استحکام مذاب سبب محدودیت کاربرد این بسپار در فرایندهایی نظیر قالب‌گیری دمشی و ترموفرمینگ می‌شود.
پلی‌پروپیلن، یکی از پرمصرف‌ترین پلیمرهایی است که تولید جهانی آن در سال ۲۰۰۳ به حدود ۳۵٫۸ میلیون تن رسید.
رشد سالانه تقاضای جهانی برای پلی‌پروپیلن بین سال‌های ۲۰۰۳ تا ۲۰۰۸ حدود ۶٫۷ درصد برآورده شده‌است. بیشترین تقاضا در صنایع تولید وسایل تقویت شده با الیاف، تولید نخ فیلامنتی، تزریق پلاستیک و تزریق بادی است.
پلی‌پروپیلن در مقایسه با دیگر پلیمرها مشخصات متمایز و برجسته‌ای دارد که عبارتند از:
- قیمت نسبتاً ارزان تک‌پار پروپیلن در مقایسه با تک‌پارهای دیگر پلیمرها
- قیمت پایین PP در مقایسه با دیگر پلیمرها
- وزن مخصوص و سبک PP
- انعطاف‌پذیری و طیف گسترده تولید PP با خصوصیات فیزیکی و شیمیایی متغیر
- افزایش کاربردهای جدید و بهبود خواص رده‌های تولیدی جدید
- افزایش کاربرد PP در وسایل و تجهیزات پزشکی و توسعه کاربردهای PP رده خاص
- افزایش مصرف PP به صورت آلیاژ با دیگر پلیمرها
- جایگزینی با پلیمرهایی مانند PS, PE و غیره

## کاربرد پلی پروپیلن در زندگی روزمره‌ و صنعت
پلی پروپیلن و آلیاژ پلاستیک های آن به دلیل ویژگی های بی نظیر، در کالاهای بی شماری مصرف می‌شوند. در ادامه مقاله به موارد کاربرد پلی پروپیلن  می‌پردازیم.
پلی پروپیلن در پزشکی
به علت هزینه پایین، جرم بسیار کم و قابلیت استریلیزه شدن بسیار راحت تر، پلی پروپیلن در آزمایشگاه و مجموعه های پزشکی استفاده فراوان داراست. از مثال های محصولات این پلاستیک می‌توان به سرنگ های یکبار مصرف،  ظرف های پتری  آزمایشگاهی، نخ های بخیه، محیط های کشت و بسته بندی انواع دارو اشاره کرد
پلی پروپیلن در صنعت بسته بندی
به دلیل استحکام بالا در برابر ضربات فیزیکی و همچنین مقاومت شیمیایی بسیار بالا، پلی پروپیلن به فراوانی در بسته بندی انواع مواد علی الخصوص مواد غذایی کاربرد دارد. برای مثال  میتوانیم به ظروف ماست، بطری آب، بسته بندی چیپس و پفک، نایلون و ..... اشاره نمود.
پلی پروپیلن در خودروسازی
به دلیل استحکام بالا، قالب پذیری استثنائی و جرم پایین و هزینه کم، پلی پروپیلن در انواع قطعات داخلی و خارجی خودرو ها استفاده می‌شود. برای مثال می‌توان به گلگیر،  داشبرد، قطعات ریز داخلی، دستگیره، سپر و ... اشاره کرد.
پلی پروپیلن در ساختمان سازی
این پلیمر به دلیل استحکام بالا و عدم رسانایی الکتریکی، در سیم کشی ساختمانی، لوله های آب، در و پنجره، برخی عایق ها و ... استفاده می‌گردد.
پلی پروپیلن در مسنوجات
از پلی پروپیلن در بافت انواع مسنوجات متنوعِ مقاوم و ارزان استفاده می‌گردد. امروزه با افزایش نیاز به مسنوجات، پارچه ها و مسنوجات سنتی دیگر جوابگوی نیاز نیستند پس به استفاده از این پلیمر در صنعت نساجی روی آورده شده است. از محصولات پلی پروپیلن در نساجی می‌توان به روفرشی، فرش های ماشینی، لباس ها، نمد های پلاستیکی و... اشاره نمود.

## بازیافت پلی پروپیلن
بازیافت پلی پروپیلن  امروزه به دلیل مزایای اقتصادی و محیط زیستی اش به گزینه ای مطلوب تبدیل شده زیرا با کاهش هزینه های تولید قیمت کالا را ارزان‌تر می‌کند و با حفظ منابع طبیعی به محیط زیست یاری می‌رساند.
مراحل بازیافت پلی پروپیلن

در قدم اول باید زباله های قابل بازیافت پلی پروپیلن را از خانه ها و صنایع جمع آوری کرد. کمک عمومی در این مورد بسیار کلیدی است.
قدم دوم، مرتب کردن و شست‌وشوی پلاستیک های جمع آوری شده و دور ریزی پلاستیک های غیر قابل بازیافت است.
مرحله سوم شامل خرد و ریز کردن پلی پروپیلن ها است.
در نهایت پلاستیک خرد شده ذوب و به گرانول های پلی پروپیلن تبدیل می گردند
محصولات پلی پروپیلن بازیافتی
از پلی پروپیلن های بازیافتی می‌توان در ساخت ظروف نگهداری مواد خوراکی، برخی قطعات خودرو مانند سپر ، انواع نایلون و.... استفاده نمود.
عدد بازیافت پلی پروپیلن،  ۵ است